# 1-й
1-й (рос. 1-й) — селище у складі Чебулинського округу Кемеровської області, Росія.
Стара назва — Посьолок 1-й.

## Населення
Населення — 1110 осіб (2010; 555 у 2002).
Національний склад (станом на 2002 рік):
- росіяни — 95 %